# Nulurencontract
Een nulurencontract is een arbeidsovereenkomst tussen werkgever en werknemer, waarbij nochtans geen vaste of zelfs een minimaal aantal uren werk gegarandeerd is. De werknemer kan flexibel opgeroepen worden om arbeidsuren te presteren onder het contract.

## Rechtsvermoeden arbeidsduur
Een oproepovereenkomst kan overgaan in een overeenkomst met vaste arbeidsduur als er een vast arbeidspatroon ontstaat. Dit geldt als de arbeidsduur gelijk is aan de gemiddelde arbeidsduur van de afgelopen 3 maanden. Dit wordt rechtsvermoeden van de arbeidsduur of de arbeidsomvang genoemd. Bij een vast arbeidspatroon kan een vaste arbeidsduur bij de werkgever afgedwongen worden. De werkgever kan dit weerleggen door aan te tonen dat het rechtsvermoeden niet juist is. Dit doet hij door te bewijzen dat het gaat om tijdelijk meerwerk. Dit kan bijvoorbeeld aan de hand van schriftelijke afspraken of een dienstrooster. 

## Kritiek
Hoewel een nulcontract uitstekend past in een zo flexibel mogelijke arbeidsorganisatie, is een nulcontract voor de werknemer een bron van onzekerheid. Vooral grote ketens zoals McDonald's zouden uitgebreid gebruikmaken van dergelijke contracten.
Een ander punt van kritiek is dat werknemers met een nulurencontract uit de werkloosheidsstatistieken verdwijnen, terwijl zij soms nauwelijks werk hebben.